# 有害木層孔菌
有害木層孔菌（學名：Phellinus noxius），又被稱為褐根病菌，是一種具侵略及破壞性的病原體，遭受感染的樹木會得到褐根病。它主要生長於樹木根部或是殘根組織中，沒辦法在土壤中隨意生長。在健康樹木根系接觸到被感染樹木的根部、帶有殘根組織的土壤時，就會感染攻擊植物的根部。樹木感染後，褐根病菌在樹木內的繁殖擴散會造成根部木材組織的腐朽，使根部變得脆弱，影響根系吸收土壤中的養分，甚至因為支撐力下降而容易倒伏。

## 形態特徵
有害木層孔菌的子實體為一年生，完全平伏。擔孢子呈卵形至次球形，平滑且無色。長3.5-5微米，寬2.5-4微米。

## 分布
有害木層孔菌分布於亞洲、非洲等熱帶地區。美屬西太平洋群島、日本琉球群島、香港、澳門的森林都受到嚴重的褐根病危害。台灣各縣市均有褐根病的案例發生，是台灣低海拔重要之樹木病原菌。